# 臺北市立士林高級商業職業學校
臺北市立士林高級商業職業學校（英語：Taipei Municipal Shilin High School of Commerce, SLHS），簡稱士林高商、士商，亦簡稱北士商舊稱北市商，是臺灣早期的八大省商之一。

## 學校簡史

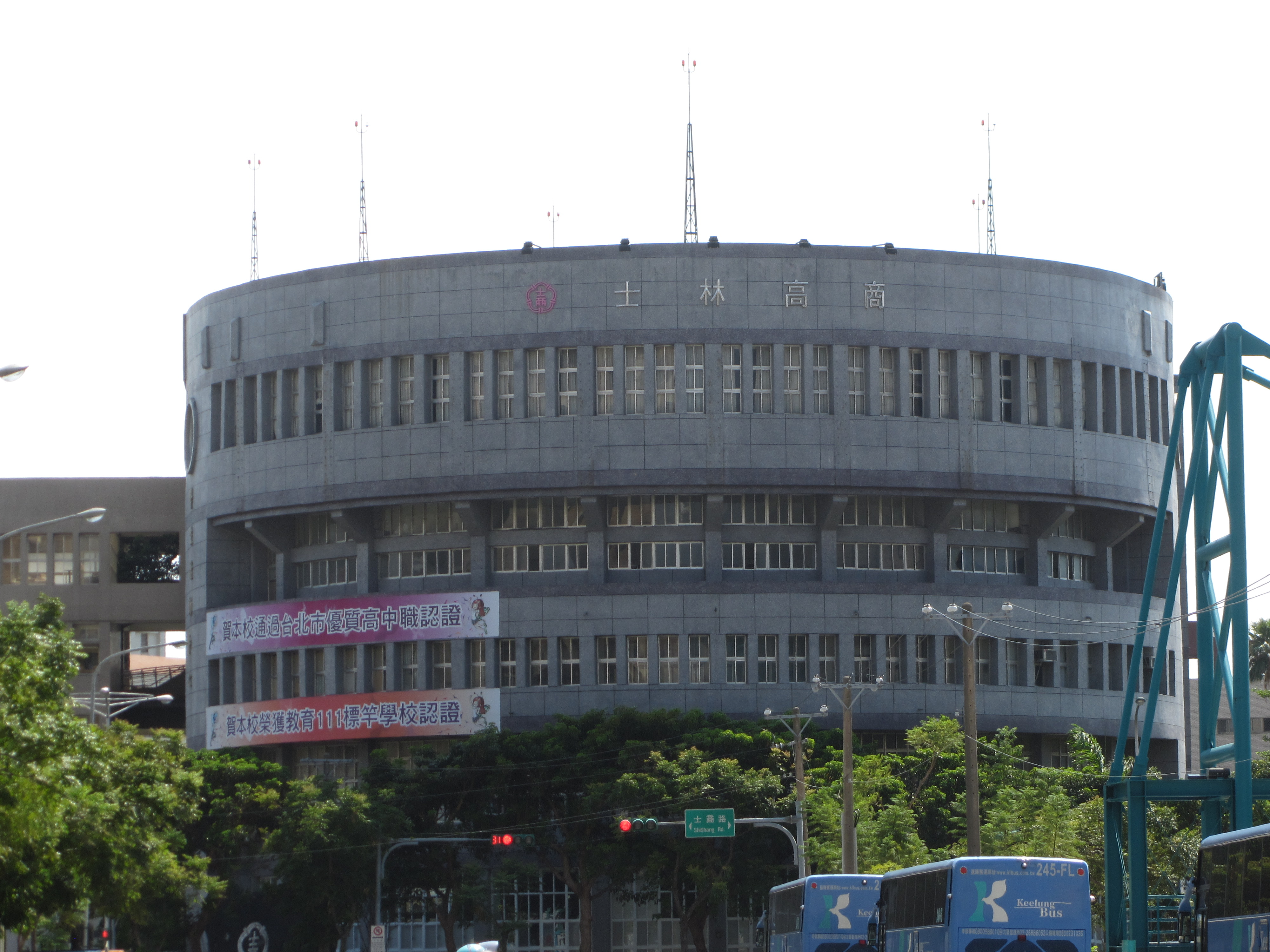
校舍。

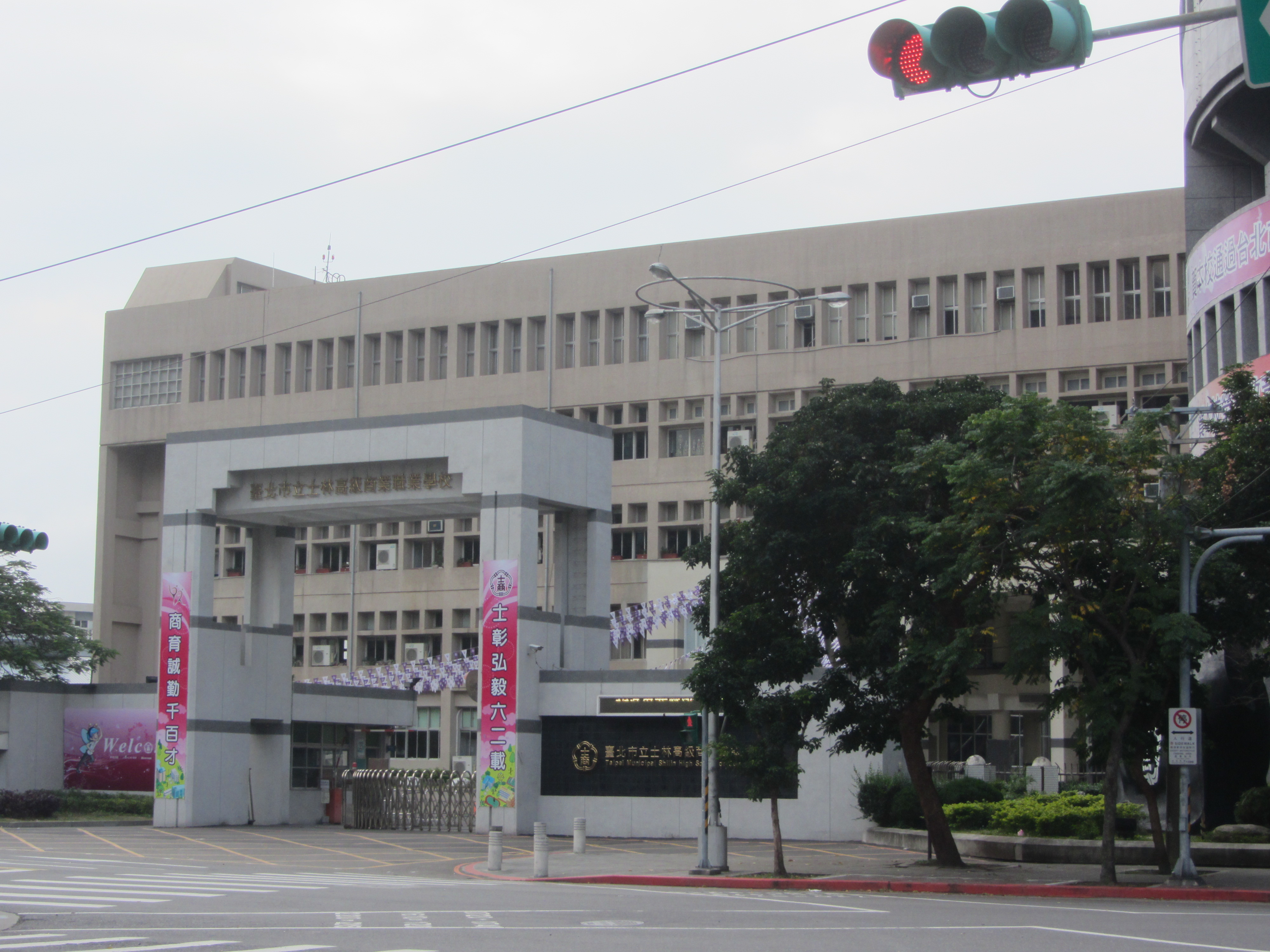
校門。

- 1951年奉令創立，合併原有的太平、老松、松山三所初級商業職業學校以及西門補校，定名為「臺北市立初級商業職業學校」，以臺北市大同區大同國民學校（今臺北市大同區大同國民小學）原址為校址（大同國小後遷至現址後，原址現為蘭州國民中學），並設松山、老松二分校，由陳光熙（漫畫家羊鳴）先生擔任第一任校長。
- 1954年奉准設立高級部，核定校名為「臺北市立商業職業學校」；松山分校獨立為「臺北市立松山初級商業職業學校」（今松山家商）。
- 1955年老松分校獨立為「臺北市立萬華初級商業職業學校」（今華江高中）。
- 1965年奉令試辦五年制職業科。
- 1968年總統令頒全國實施九年國民教育，初級部、五年制職業科停止招生。
- 1970年士林校舍完工，學校遷至臺北市士林區現址。
- 1971年奉准設置廣告設計科。
- 1981年奉令更改校名為「臺北市立士林高級商業職業學校」。
- 1982年校長陳光熙（漫畫家羊鳴）奉准退休，教育局督學室主任李咸林接任第二任校長。
- 1983年奉准設置會計事務科及國際貿易科，基隆河舊河道新生地劃撥該校。
- 1988年奉准設置資料處理科，綜合商業科更名為商業經營科。
- 1990年李咸林校長榮調市立成功高中校長，臺北啟聰學校校長張明輝先生接任第三任校長。
- 1995年張明輝校長榮任師大教育系副教授，教育局督學許勝哲先生接任第四任校長。
- 1999年許勝哲校長榮調市立和平高中校長，市立建國高中教務主任劉正鳴先生接任第五任校長。
- 2001年奉准設置「特教班」（綜合職能科）一班。
- 2003年劉正鳴校長榮調市立中正高中校長，教務主任徐善德先生榮升第六任校長。
- 2004年奉准設置「應用外語科」。
- 2005年奉准設置「體育班」一班。
- 2006年夜間部奉准設置「應用外語科」一班。
- 2007年首度辦理日本國際教育旅行，開啟國際交流新視野。
- 2007年徐善德校長榮調市立華江高中校長，教育局高等職業教育科科長黃贇瑾女士接任第七任校長。
- 2011年黃贇瑾連任校長。
- 2013年夜間部改制為進修學校。
- 2014年校長黃贇瑾榮調市立景美女中校長，市立大安高工教務主任曾騰瀧先生接任第八任校長。
- 2017年8月1日進修學校改制為進修部。
- 2018年8月1日，曾校長騰瀧連任校長。
- 2019年1月16日，依據教育部令，應用外語科(英文組)更名為應用英語科。
- 2019年3月12日，與日本國京都府立京都昴星高等學校（日語：京都府立京都すばる高等学校）簽訂姐妹校推展國際交流合作。
- 2019年3月26日，與韓國釜山天主教大學（朝鲜语：부산가톨릭대학교）簽訂姐妹校推展國際交流合作。
- 2019年5月29日，與澳洲聖約翰學院（St. John’s Anglican College, Australia）簽訂姐妹校推展國際交流合作。
- 2019年10月17日，與日本國廣島縣立吳商業高等學校（日语：広島県立呉商業高等学校）簽訂姐妹校推展國際交流合作。
- 2020年8月1日，曾校長騰瀧榮退轉任華興中小學校長，市立松山工農校長秘書余耀銘先生接任第九任校長。

## 學校特色
- 校地面積達4.7公頃。
- 全校皆為無障礙空間規劃。
- 實施社區化跨校選修。
- 「四月天-商業季」（舊稱學生實習商店）-為實施能力本位教育及創造思考教學，使高商學生徹底瞭解各種企業設立登記、經營、報稅、查核等一貫作業，期使學以致用，特舉辦學生實習商店，以提高教學實習效果。（但近年因為疫情及各項因素，商業季是否存廢成為討論議題）
- 每週有一日為「便服日」

## 教學單位
現有日間部72班，進修部24班，學生共約3,655人。（111學年度）
- 商業經營科（含進修部）
- 會計事務科
- 應用英語科（含進修部）
- 國際貿易科（含進修部）
- 資料處理科
- 廣告設計科
- 綜合職能科
- 體育班

## 外部連結
- 臺北市立士林高級商業職業學校 （页面存档备份，存于）